# Villa Toscana (Gmunden)
Villa Toscana è un edificio neoclassico con loggiato in stile dorico-toscano ubicato a Gmunden, nello Stato federato austriaco dell'Alta Austria, sul Lago di Traun. Costruita negli anni 1870 e rinnovata negli anni 1910, la villa è oggi impiegata come centro congressi.

## Storia
La villa fu commissionata da Leopoldo II di Toscana negli anni 1860. La famiglia degli ex granduchi di Toscana (la Toscana era stata annessa al Regno di Sardegna nel 1860) aveva trascorso per la prima volta l'estate nei pressi del Lago di Traun nel 1866, alloggiando in quell'occasione a Altmünster.

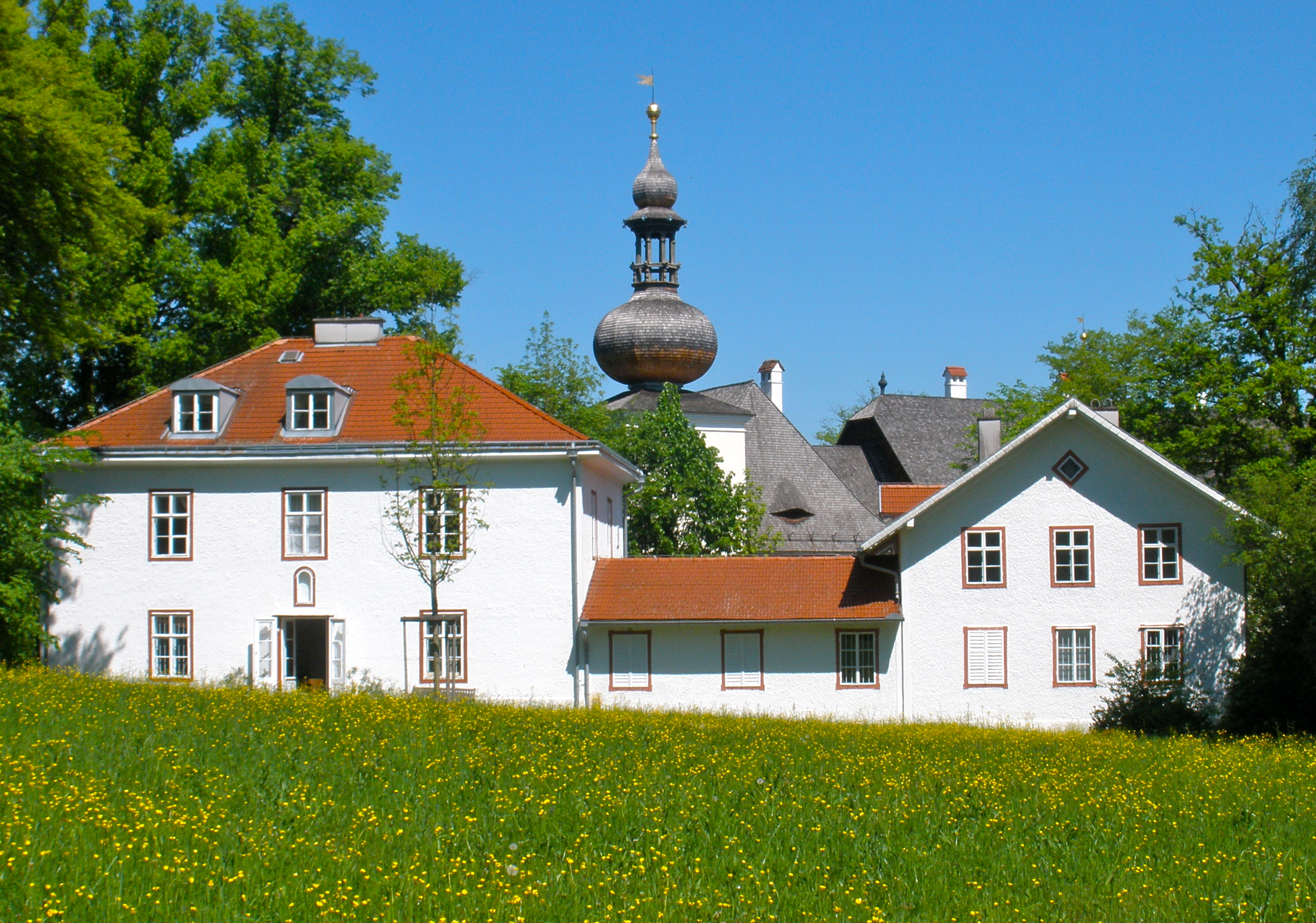
La Piccola Villa Toscana

Nel 1868 la stessa famiglia iniziò ad acquistare appezzamenti di terreno nella penisola sul lago che era appartenuta a Christoph von Pittl, giungendo presto a possedere l'intera penisola stessa. Sul terreno era già presente un edificio in stile Biedermeier, fatto costruire da Pittl a partire dal 1849, che cominciò a essere indicato col nome "Piccola Villa Toscana" (Kleine Villa Toscana).
Nel 1869 vennero terminati i disegni per la costruzione, nella stessa penisola, della nuova villa. Alla progettazione dell'edificio prese parte anche il figlio di Leopoldo II e di Maria Antonia di Borbone-Due Sicilie, Giovanni Nepomuceno d'Asburgo-Lorena.
L'edificio venne costruito tra 1870 e 1877 e divenne la residenza della famiglia degli ex granduchi di Toscana in esilio. L'esterno della villa subì un rinnovamento già nel 1879, per iniziativa e a cura di Giovanni Nepomuceno. Dopo la morte di Maria Antonia, la proprietà del complesso formato dalle due ville e dal parco passò a Giovanni Nepomuceno stesso. Questi scomparve durante un viaggio per mare nel 1890 e venne dichiarato morto nel 1911.
Nel 1913 l'edificio venne quindi acquistato da Margaret Stonborough-Wittgenstein (figlia dell'industriale Karl Wittgenstein e sorella del filosofo Ludwig Wittgenstein) e da suo marito Jerome Stonborough. Su iniziativa della nuova proprietaria, che ne fece la residenza estiva propria e della famiglia, la villa fu modernizzata dal punto di vista impiantistico e subì un generale rinnovamento. L'architetto incaricato del progetto fu Rudolf Perco.
L'edificio e una parte del terreno passarono dalla proprietà della famiglia Stonborough (i cui eredi si trasferirono nella Piccola Villa Toscana) alla proprietà dello Stato federato dell'Alta Austria nel 1978. Venne quindi costruito un ampio edificio annesso in stile moderno e il complesso venne adibito a centro congressi.
Nel 1994 la Piccola Villa Toscana venne acquistata dalla città di Gmunden e il resto del terreno dallo stato federato dell'Alta Austria.

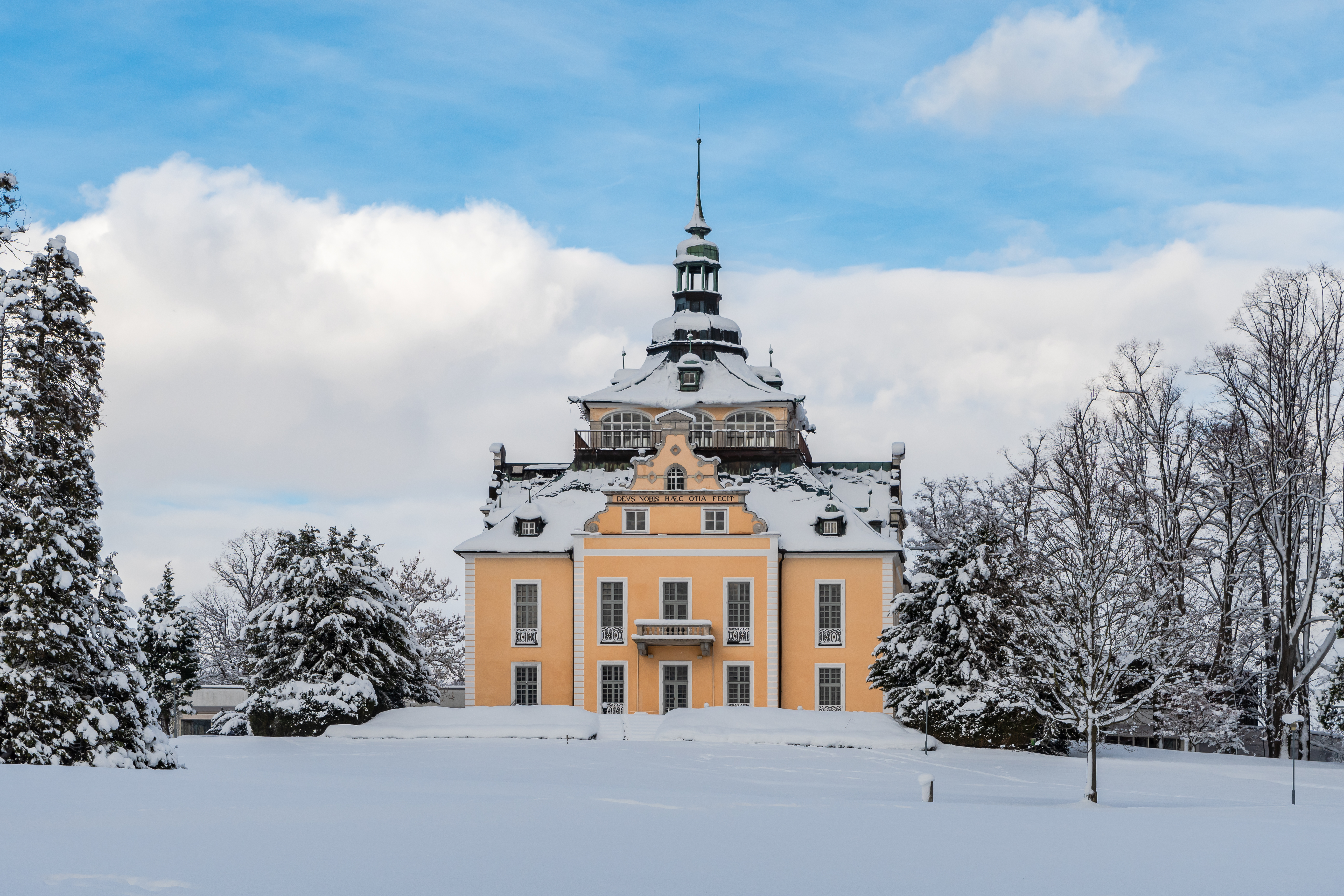
Villa Toscana: facciata meridionale in inverno

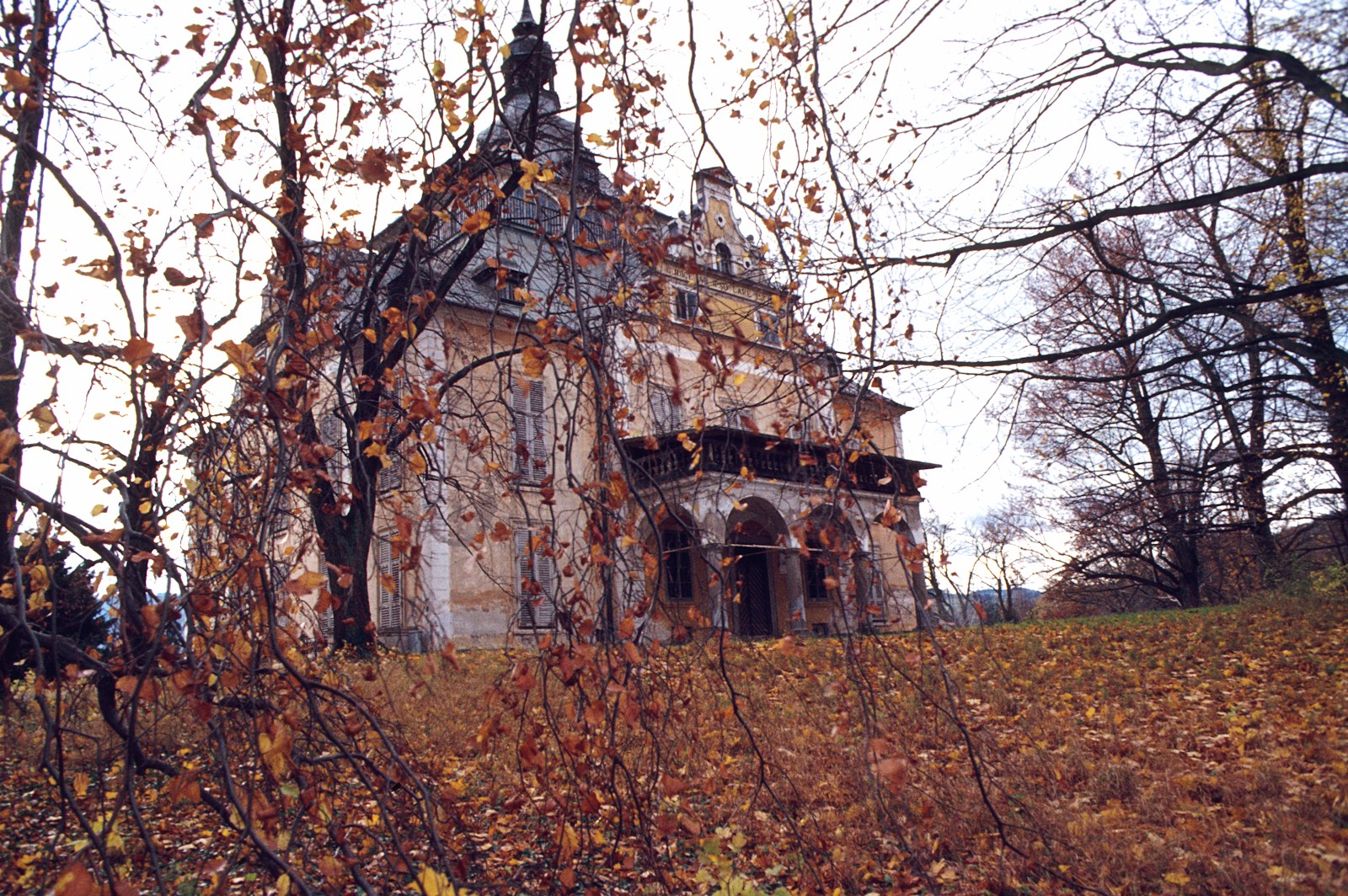
Villa Toscana: retro con loggiato in stile (dorico-)toscano